# Maître des Albertini
Le Maître des Albertini (en italien Maestro degli Albertini) est un peintre italien siennois anonyme actif entre 1290 et 1320 environ, considéré comme un des premiers disciples (ou peintres influencés par la leçon) de Duccio di Buoninsegna, catalogué parmi ceux de la « première génération » aux côtés notamment du Maître de Badia a Isola et du Maître de Città di Castello. 

## Dénomination
Ce peintre anonyme prend son nom actuel des frères Albertini, les commanditaires d'un ensemble de fresques décorant la chapelle funéraire éponyme de la Collégiale de Casole d'Elsa. Il a cependant connu d'autres dénominations : 
- Pseudo-Gilio di Pietro  (ou  Pseudo Maestro Gilio)[2] : la Vierge à l'Enfant de Sienne (inv. n°18) était à l’époque (1924) attribuée à Gilio di Pietro, peintre siennois du milieu du XIIIe siècle. Au vu des influences ducciesques manifestes, Van Marle ne pouvait que réfuter cette attribution, si bien qu’il nomma le peintre « Pseudo-Gilio di Pietro »,
- Maestro della Maestà di Londra  : due à Brandi [3] qui voyait en la Maestà de Londres son œuvre la plus significative,
- Casole Fresco Master (Master of Casole Fresco,  Maestro delle Maestà di Casole ,  « Maître de (la Fresque de) Casole ») : dénomination que l'on doit à Stubblebine dans son importante monographie sur Duccio[4] et qui reste très répandue, surtout dans les pays anglophones,
- Maestro degli Aringhieri[5] : avant la découverte de documents en 2010[1], on pensait que le patronyme des commanditaires était Aringhieri.

## Présentation
La formation de cet artiste s’est vraisemblablement déroulée dans le contexte culturel siennois des deux dernières décennies du XIIIe siècle : on note l'influence évidente du jeune Duccio, mais aussi une « figuration robuste et plein de franche puissance expressive » (Bellosi) qui doit certainement beaucoup à Rinaldo da Siena et surtout à Guido di Graziano. 
Son œuvre montrant de très fortes affinités stylistiques avec celle du Maître de Città di Castello
et un même poinçon en forme de fleur à cinq pétales ayant été utilisé pour la Vierge à l'Enfant de Londres du Maître des Albertini 
et le Polyptyque de Montespecchio du Maître de Città di Castello, certains critiques, ont estimé qu’il s’agissait d'un seul et même artiste. Bagnolia cependant mis en évidence de nombreuses différences dans leur travail (éclairage des scènes, rendu du volume, travail du pinceau). On pense aujourd'hui qu'il pourrait s'agir de deux frères (comme les frères Pietro et Ambrogio Lorenzetti) ou de deux artistes travaillant dans le même atelier.
Le style du Maître des Albertini, indéniablement siennois par la délicatesse des coloris, les harmonies chromatiques recherchées, les effets de transparence des vêtements (voir les Maestà de Londres et de Sienne), reprend précocement les avancées picturales les plus modernes : les corps sont par exemple fortement architecturés, campés (à l’image de la leçon de Giotto), et l’effet parait d’autant plus judicieux qu’il accentue l’aspect frontal propre au thème de la Maestà se détachant sur l’espace géométrique du trône. Ce statisme solennel est de plus relevé par un dessin gothique raffiné et puissant (qui annonce tout le XIVe siècle), dans les plis ondoyants, les lignes fluides des revers des vêtements. Tous ces points montrent une compréhension exemplaire des innovations de Duccio : entre autres celles de la Madone Rucellai ou des vitraux du Duomo. Mais le maître des Albertini se démarque par des visages très expressifs, on dirait aujourd’hui maniéristes, là aussi fortement contrastés dans le cadre iconographique de la Maestà : au visage fermé, solennel de la Vierge s’oppose l’expression tendre, ducciesque de l’Enfant ou des anges, par ailleurs tous toujours très vifs. Enfin - et ce qui constitue presque sa signature - c’est son traitement original du clair-obscur où l’on trouve de larges plages presque blanches sur le dessus des lèvres, des sourcils, le menton.
L’œuvre a aussi dès son regroupement été considéré comme faisant transition entre celle de Duccio et celle du jeune Pietro Lorenzetti, jusqu’à évoquer que Pietro se serait formé dans l’atelier du Maître des Albertini. L'hypothèse a été par contre clairement rejetée par Laclotte.

## L’œuvre
À la base de la définition de ce maître anonyme se trouve un regroupement de quatre œuvres proposé par Raimond van Marle en 1924 sous le nom de « pseudo Maestro Gilio »: 
- la Vierge à l'Enfant à la Pinacothèque de Sienne (inv. no 592),
- la Vierge à l'Enfant avec six anges à la National Gallery de Londres (inv. NG no 565),
- la Vierge à l'Enfant en majesté à la  Pinacothèque de Sienne  (inv. no 18),
- la fresque représentant une Maestà de Casole d'Elsa évoquée ci-dessus.

Ce noyau, bien que fortement débattu tout au long du XXe siècle, sera de nouveau affirmé par James Stubblebine en 1979 – qui au passage renomme le peintre en « Master of The Casole Fresco » et ajoute bon nombre d’œuvres à son catalogue, et par Alessandro Bagnoli à deux reprises : en 2003 sous le nom de « Maestro degli Aringhieri » et en 2010, sous le nom de « Maestro degli Albertini ».

### La Vierge à l'Enfantde la Pinacothèque de Sienne (inv.no592)

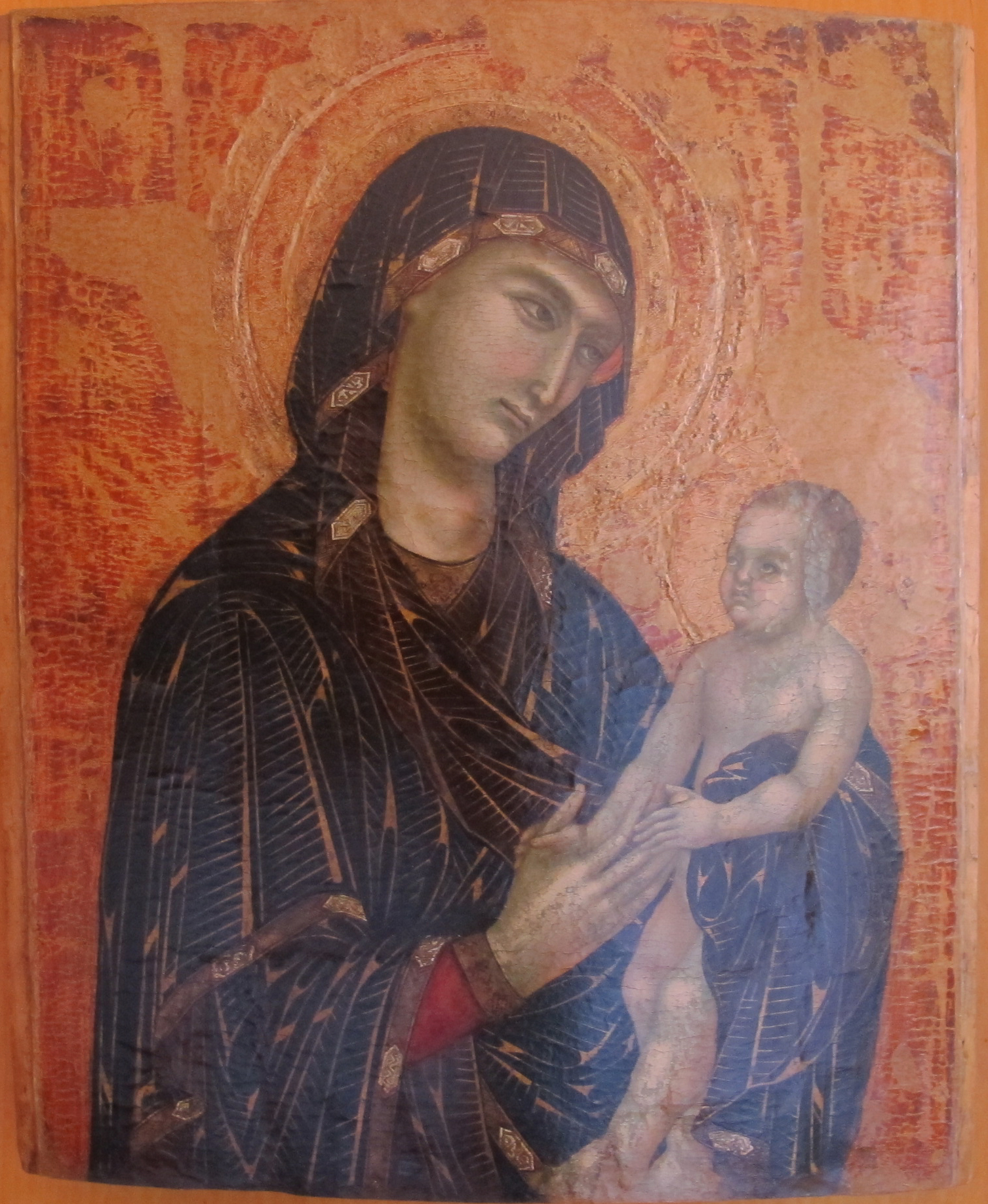
Vierge à l'Enfant, Pinacothèque de Sienne (inv. no 592)

Son œuvre la plus ancienne parmi celles parvenues jusqu’à nous est certainement la Vierge à l'Enfant (inv. no 592) de la Pinacothèque de  Sienne  qui date probablement de la dernière décennie du XIIIe siècle : elle décline encore quelques stéréotypes byzantins comme le maphorion   rouge et les chrysographies (les stries d'or) sur les vêtements de la Vierge. L'usage d'un maphorion rouge est caractéristique du Duecento ; une innovation de Duccio consistera à le peindre sinueux et d’un blanc laiteux pour souligner la carnation du visage (comme dans sa Maestà de 1311). Les chrysographies byzantines sur les vêtements de la Vierge sont encore très fréquentes dans les sujets de Vierge à l'Enfant peints vers 1275-1285 : on peut citer les Madones de Castelfiorentino (attribuée à  Cimabue d'après Bellosi, de Crevole, de Buonconvento, de Gualino (ces 3 dernières attribuées à Duccio). Leur disparition au profit d'un rendu naturel des étoffes dans des œuvres nouvelles comme la Maestà di Santa Maria dei Servi de Cimabue ou la Madone Rucellai (1285) de Duccio mettra du temps à s'imposer, n'excluant pas d'ailleurs de tardifs retours à la tradition, notamment chez Duccio lui-même (cf. les panneaux dispersés de la Maestà). A contrario la délicatesse des visages, la nudité de l'Enfant, le dialogue entre l'Enfant et la Vierge montre la leçon de Duccio déjà assimilée - et donc un terminus post quem de l'œuvre autour de 1280. À noter que ces caractéristiques se retrouvent et sont formulées de manière très similaires chez d'autres « disciples » précoces de Duccio comme le Maître de Badia a Isola. Enfin l'expression quelque peu fermée du visage de l'Enfant, sa vivacité, les jeux de contraste (le dessus des lèvres, le dessus des sourcils, le menton de l'enfant...) caractérisent le Maître des Albertini.

### La Vierge à l'Enfantdu musée diocésain d'art sacré de Sienne

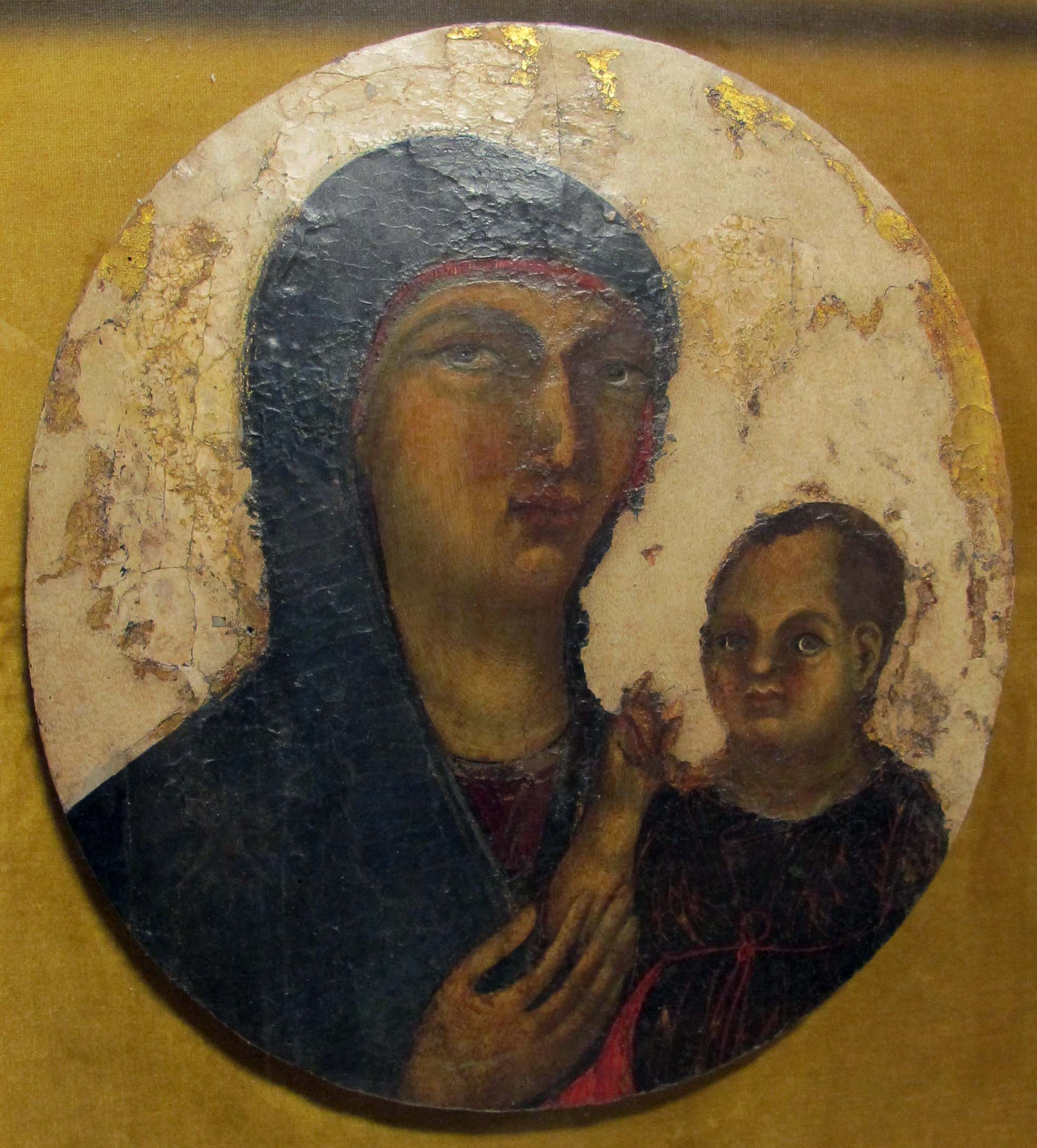
Vierge à l'Enfant provenant de San Cristoforo, Musée diocésain d'art sacré de Sienne

Alessi en 1988, suivi de Merlini en 2003 ont ajouté au catalogue du Maître des Albertini une autre Vierge à l’Enfant, provenant de l'église San Cristoforo à Sienne, aujourd'hui au musée diocésain, de facture très similaire et que l'on peut dater de la même période.
Les deux œuvres suivantes sont plus tardives : le trône en marbre - et non plus le trône byzantin en bois - est une innovation qui apparaît pour la première fois à Assise sur la Voûte des Docteurs à Assise que l'on date habituellement vers 1285-1290. S'il ne l'a pas connu directement, le Maître des Albertini ne pouvait ignorer sa reprise magistrale par Duccio dans le vitrail (1287-1288) du Duomo de Sienne. Au tournant du siècle, le trône en marbre sera devenu un motif courant. 

### La Maestàde Londres
La Vierge à l'Enfant avec six anges actuellement à la National Gallery de Londres (inv. NG 565), encore appelée Madone de Santa Croce car on suppose qu'elle proviendrait de l'église Santa Croce de Florence,, représente le type même de grande "Maestà avec des Anges", populaire dans toute l'Italie centrale au cours de la fin du XIIIe et au début du  XIVe siècle. Un des points les plus étonnants de cette œuvre est le nombre de similitudes iconographiques avec la Madone Kress (aujourd'hui à la National Gallery of Art de Washington - Kress Collection), appelé aussi Maestà de San Quirico d'Orcia de l'auteur éponyme, le Maître de San Quirico d'Orcia: même trône, même attitude des anges posant leurs mains sur le trône, même tracé du revers du vêtement de la Vierge, même manière de retenir le vêtement de l'Enfant entre le pouce et l'index - ce dernier motif trouvant certainement son origine dans la Madone de Buonconvento de Duccio. L'œuvre partage aussi des similitudes avec la Maestà du Maître de Badia a Isola, notamment dans l'attitude des deux anges en haut, et le motif des pieds croisés de l'enfant, motif faisant allusion à sa future crucifixion. Ce dernier motif existe aussi dans la Maestà aujourd'hui à Copenhague du Maître de Città di Castello, alors que les bras croisés de l'ange en bas à droite rappellent la Maestà éponyme du même maître. 

### La Maestàde la Pinacothèque de Sienne (inv.no18)

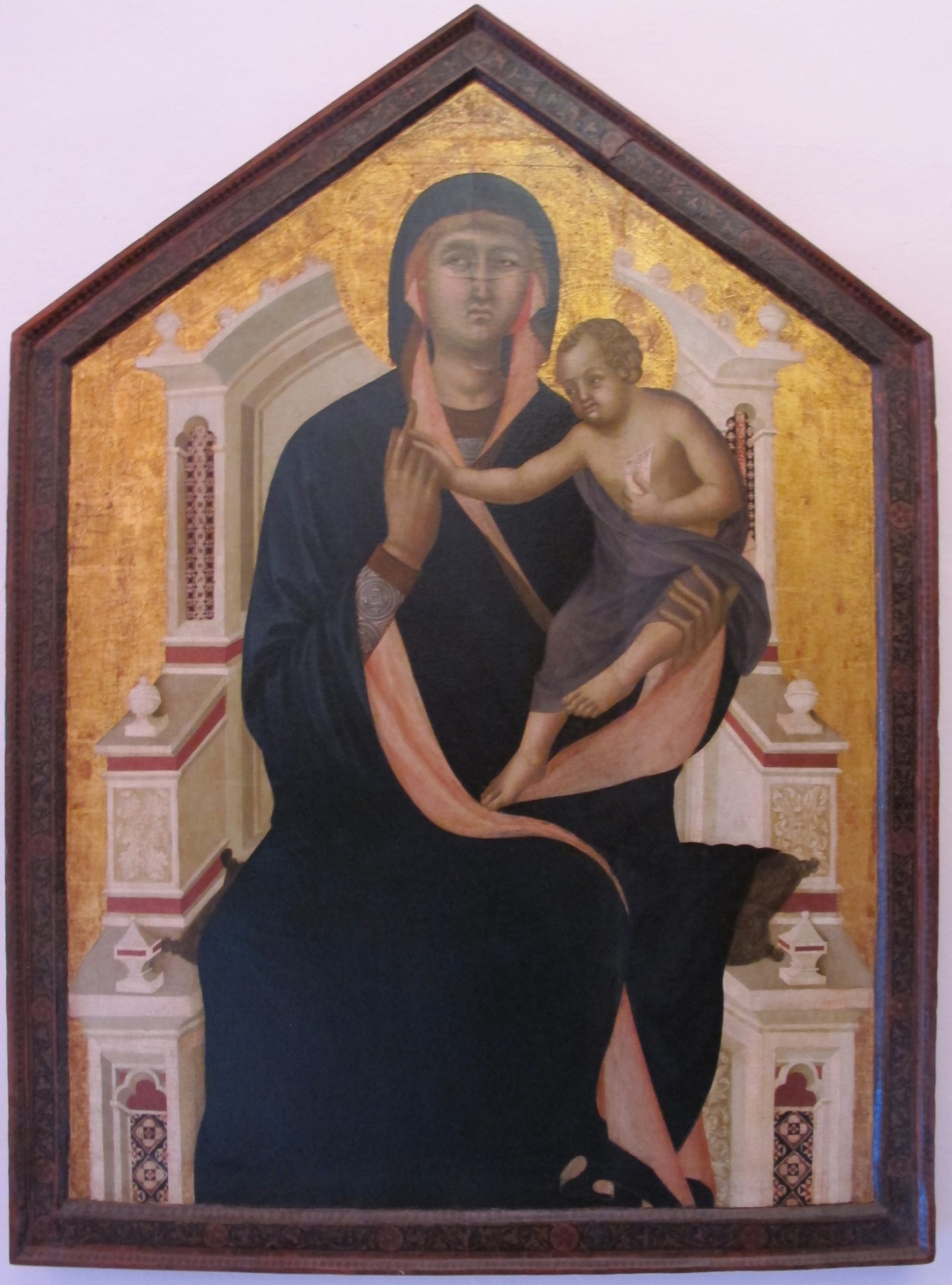
Maestà, Pinacothèque de Sienne (inv. no 18)

L’élégante Vierge à l'Enfant en majesté, provenant de l'église siennoise de San Pellegrino alla Sapienza (auj. à la Pinacothèque de  Sienne, inv. n°18), attribuée dans un premier temps à Gilio Pietro – un peintre du XIIIe siècle, puis à Pietro Lorenzetti, avant son attribution au Maître des Albertini, offre une synthèse remarquable par son équilibre et sa monumentalité de diverses solutions picturales anciennes comme nouvelles, siennoises comme florentines: on peut y noter la persistance d’élément byzantin du Duecento (le maphorion rouge) ; le penchant vers des rythmes sinueux d’un gothique élégant (cf. le manteau et le voile de la Vierge) suivant à la fois la leçon de  Duccio et de Giotto ; la complexité architecturale du trône marmoréen ; et enfin, le motif fleuri à l’avant du trône qui semble nettement se référer aux décorations de Cimabue au plafond de la quatrième travée de la Basilique Saint-François d'Assise. Quant à l'absence d'anges autour du trône elle focalise notre attention sur la Vierge et sur l'Enfant et accentue le contraste entre les arabesques gothiques des rebords des vêtements et la rigidité marmoréenne du trône.

### La chapelle funéraire des Albertini (vers 1315)

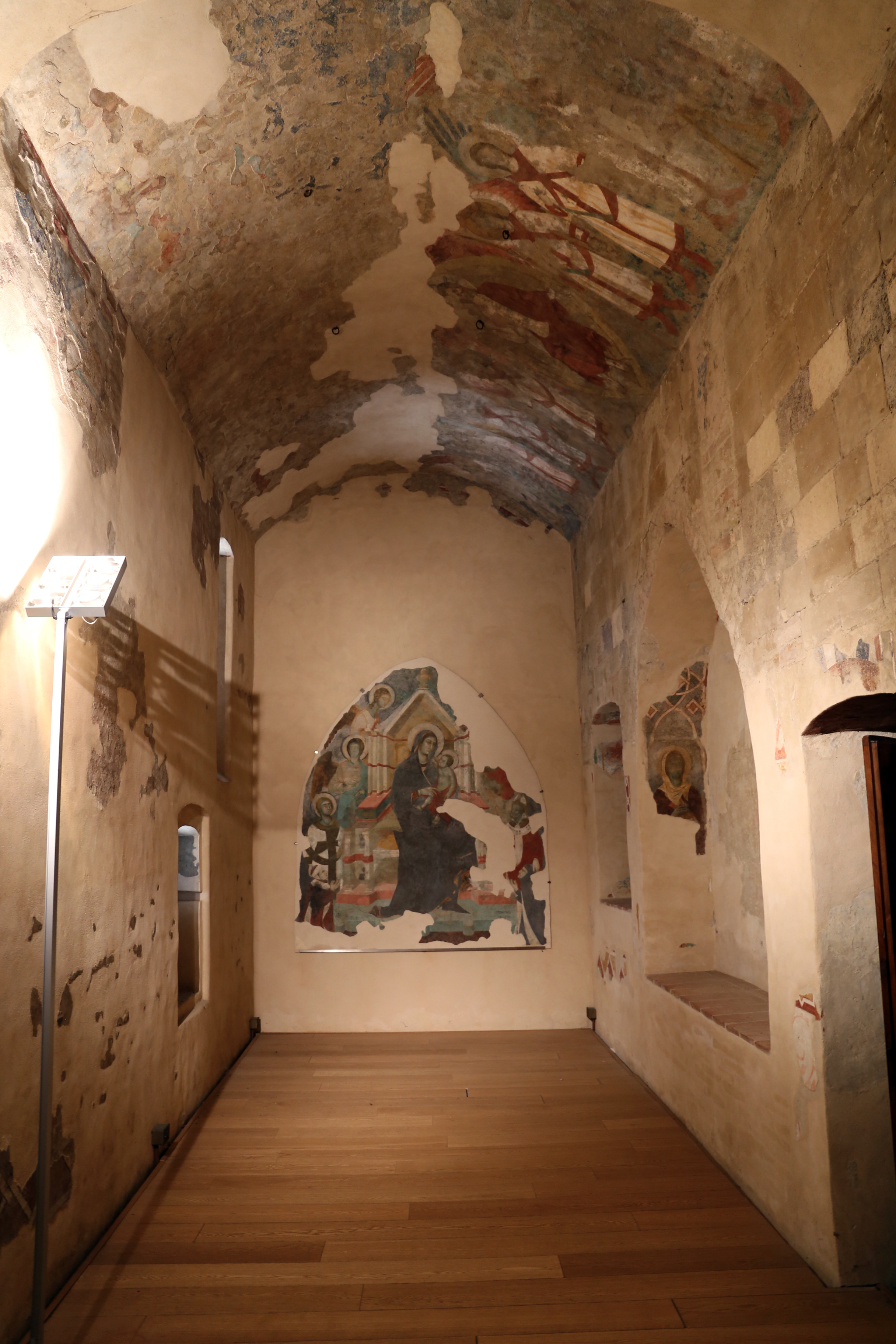
Fresques de la chapelle des Albertini, vers 1315

La décoration de la chapelle funéraire des Albertini de la Collegialede Casole d'Elsa, est certainement l’ouvrage majeur du Maître des Albertini. L'ensemble comporte une Maestà depuis longtemps identifiée, mais aussi un Jugement Dernier (avec le Christ trônant dans une mandorle, des anges tenant les instruments de la Passion, ainsi que les douze apôtres), découvert lors d'une restauration en 2003
, confirmant par ailleurs l'aspect funéraire de la chapelle,. 
La chapelle tient son nom des deux suppliants représentés agenouillés, et présentés à la Vierge : à la gauche de la Vierge est Ranieri Albertini, décrit dans l'inscription comme évêque de Crémone et présenté par Saint-Nicolas (à qui la chapelle est consacrée); à sa droite Saint-Michel (traditionnellement associé à la pesée des âmes) présente son frère Bernardino dit « Il Porrina ».
La présence des donateurs et l'aspect funéraire de la chapelle a permis d'obtenir quelques éléments précieux de datation: Ranieri est évêque de Crémone depuis 1296, il meurt vraisemblablement en 1312, son frère Bernardino l'ayant précédé de quelque trois années, vers 1308-09. Gordon offre le résumé des hypothèses et des interprétations des différents critiques d'art : un terminus post quem a minima est 1296; quant à 1312, soit les historiens la considèrent comme un terminus ante quem, soit comme un terminus post quem,. Indépendamment, l'analyse des fresques sur une base stylistique amène à une datation autour de 1315.

## Liste des œuvres attribuées
- la Vierge à l'Enfant (v.1295), argent et tempera sur panneau, 70 × 59 cm, Sienne, Pinacoteca, inv. 592,
- la Vierge à l’Enfant (v.1295), Sienne, Museo Diocesano d’Arte Sacra,provenant de San Christoforo[24],[25],
- la Vierge à l'Enfant avec six anges (v.1310), Tempera à l’œuf sur support synthétique, transférée à partir du bois, 194,2 × 170,6 cm, London National gallery, inv. NG 565,
- la Vierge à l'Enfant (v.1310), or et tempera sur panneau, 141 × 103 cm, Siena, Pinacoteca, inv. 18,
- Décoration à fresques de la Chapelle funéraire de Bernardino et Ranieri Albertini (c.1310-15) comprenant notamment le Jugement Dernier et la Maestà entourée d’anges, de Saint Nicolas et de Saint Michel, et des défunts les frères Albertini, fresque, Casole d’Elsa, Musée de la Collégiale

Autres œuvres attribuées au Maître des Albertini par Stubblebine (1979) :
- une fresque de la Vierge à l'Enfant dans l'église San Domenico à Arezzo[40],
- une fresque de la Vierge à l'Enfant à Santa Maria a Tressa[41],
- une Vierge à l'Enfant à la Pinacothèque de Montepulciano[42],
- la Madonna delle Due Porte[43], fresque sur le fronton intérieur de l'Arco delle Due Porte sur les remparts de Sienne[44],
- les 4 anges de la Maestà de Duccio [45].

## Sources
Les sources principales de cet article proviennent de deux ouvrages : les différents textes sur ce peintre présents dans  Duccio, Alle origini della pittura senese (2003) ainsi que les pages consacrées à la Maestà de Londres dans la publication de Gordon (2011).